# Blaukopf-Erdracke

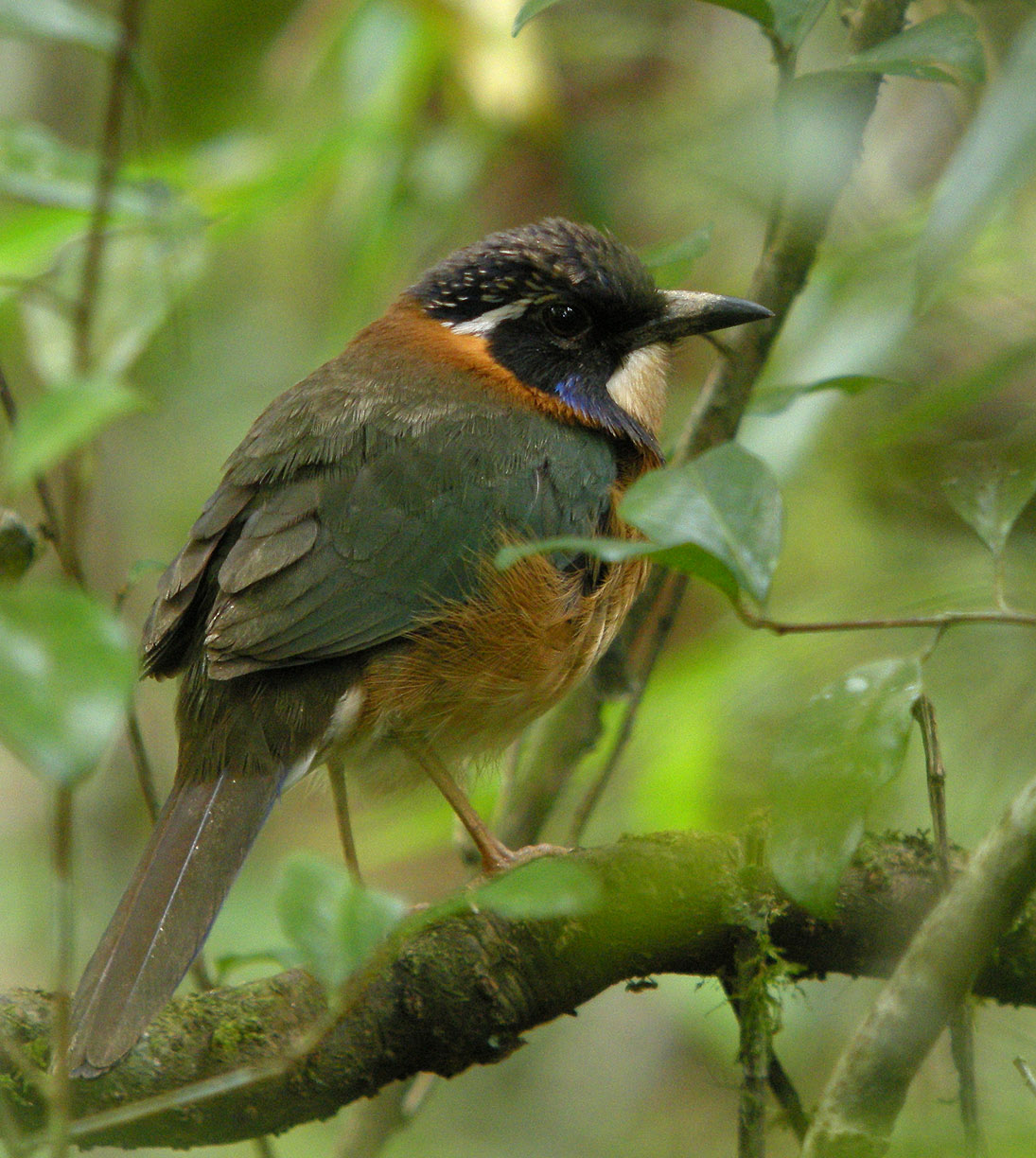
Blaukopf-Erdracke im Nationalpark Mantadia Andasibe

Die Blaukopf-Erdracke (Atelornis pittoides) ist ein endemisch auf Madagaskar vorkommender Vogel aus der Familie der Erdracken (Brachypteraciidae).

## Merkmale
Blaukopf-Erdracken erreichen eine Körperlänge von 25 bis 29 Zentimetern. Das Gewicht der Männchens schwankt zwischen 83,0 und 89,5 Gramm, das der Weibchens zwischen 87,0 und 108,0 Gramm. Die Vögel sind sehr farbenprächtig und zeigen die folgenden Gefiederfarben:
- Kopf: Kobaltblau mit kleinen weißen Sprenkeln
- Überaugenstreif: Weiß
- Zügel: Schwarz und sehr breit
- Kehle: Leuchtend weiß und dunkelblau eingefasst
- Brust, Nacken und Flanken: Orange
- Bauch: Cremefarben
- Arm-, Handschwingen und Steuerfedern: Olivgrün

Zwischen den Geschlechtern besteht kein Sexualdimorphismus. Die Weibchen zeigen nahezu identische Zeichnungsmuster wie die Männchen, sind jedoch geringfügig größer und schwerer. Der Schnabel ist bei beiden Geschlechtern schwärzlich, die Iris dunkelbraun. Die relativ langen Beine haben eine helle rötliche Farbe.

## Stimme
Der territoriale Ruf besteht aus einem durchdringenden, einsilbigen und schrillen ‚wuub‘ klingenden Ton, der etwa 0,5 Sekunden andauert und 5 bis 20 Mal wiederholt wird. Der Ruf wird  meist in der Morgendämmerung, aber auch morgens oder abends vorgetragen.

## Verbreitung und Lebensraum
Das Verbreitungsgebiet der Blaukopf-Erdracke umfasst große Gebiete nahezu auf der gesamten Ostseite Madagaskars. Sie besiedelt bevorzugt mit dichter Krautschicht bewachsene Wälder bis in Höhen von 2000 Metern, überwiegend zwischen 800 und 1600 Metern.

## Lebensweise
Die Vögel ernähren sich in erster Linie von verschiedenen Wirbellosen, beispielsweise von Ameisen, Käfern, Schmetterlingen, Heuschrecken und Würmern. Zuweilen werden auch kleine Wirbeltiere erbeutet, beispielsweise Chamäleons oder Froschlurche. Die Beutetiere werden meist am Boden gesucht. Blaukopf-Erdracken jagen auch in der Dämmerung und zuweilen während der Nacht. Die Hauptbrutsaison fällt in die Monate Oktober bis Februar. Die Paare leben monogam und besiedeln feste Territorien. Die Nesthöhle wird in den Boden gegraben. Die schräg abwärts geneigte Zugangsröhre ist ca. 0,5 bis 1,0 Meter lang. Am Ende befindet sich eine Nestkammer mit einem Durchmesser von rund 20 Zentimetern, die mit trockener Vegetation ausgepolstert wird. Das Nest wird mit zwei bis vier glänzend weißen Eiern versehen, die das Weibchen ausbrütet. Es wird vom Männchen auf dem Nest mit Nahrung versorgt. Nach dem Schlüpfen werden die Jungen von beiden Eltern gefüttert. Angaben zur Brut- und Nestlingszeit liegen nicht vor.

## Gefährdung
Die Blaukopf-Erdracke kommt in den Nationalparks im Osten Madagaskars und den angrenzenden Gebieten verbreitet vor. Trotz der Urbarmachung einiger ihrer Lebensräume ist sie kaum im Rückgang begriffen und wird demzufolge von der Weltnaturschutzorganisation IUCN als nicht gefährdet (least concern) klassifiziert.